# ブルチコ行政区

ブルチコ行政区
Brčko Distrikt
Брчко дистрикт

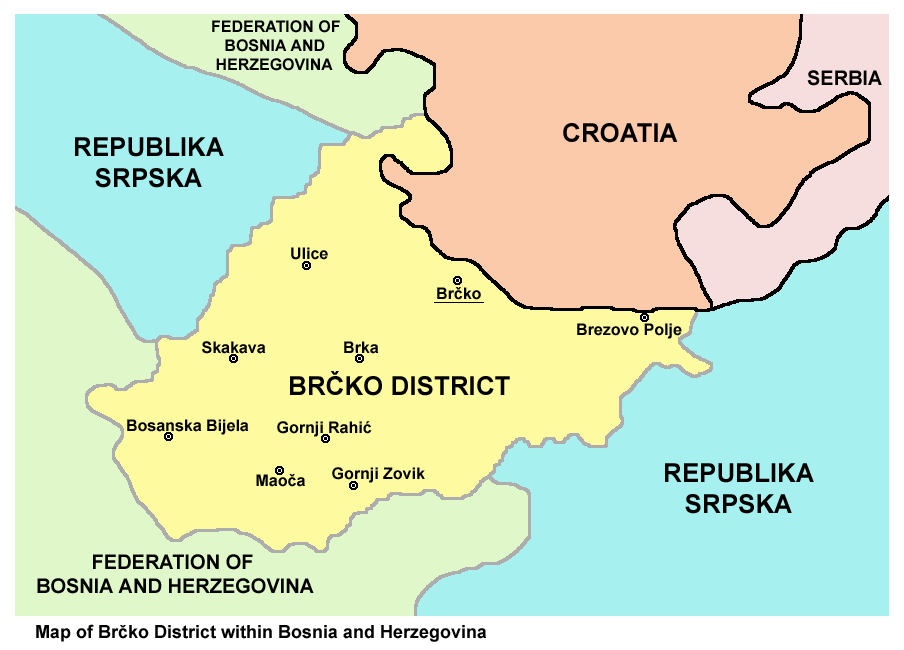

ブルチコ行政区（ブルチコぎょうせいく、ボスニア語・クロアチア語・セルビア語: ラテン文字表記Brčko distrikt、キリル文字表記Брчко дистрикт）は、ボスニア・ヘルツェゴビナ北東部に位置する同国の自治行政区。 

## 設立までの経緯
ボスニア・ヘルツェゴビナ紛争を終結させる和平合意であるデイトン合意により、ボスニア・ヘルツェゴビナの国土はボスニア・ヘルツェゴビナ連邦とスルプスカ共和国の2つの構成体に分割されることが決定した。しかし、ブルチコは唯一交渉の最後までどちらに帰属するか決定しなかった。これは、「連邦」にとっては経済的に不可欠な国内最大の河川港がある一方で、「共和国」はここを失うと細長い領土が東西に分断されることから、双方が譲らなかったためである。そのため、ブルチコの帰属は「国際仲裁」に委ねられることになり、デイトン合意の段階では最終的な決定が見送られた。同地区は紛争終結当時、北側のブルチコ市街を含む48%がスルプスカ共和国、南側の52%がボスニア・ヘルツェゴビナ連邦の支配下にあった。
1997年2月にブルチコ仲裁裁判所が出した中間裁定では、最終決定は延期され、裁判所は暫定的に国際監督下で統治することを提案した。その理由として、民族間の対立が依然として激しく、紛争中にブルチコを追われたボシュニャク人やクロアチア人の帰還が進んでいないことや、ブルチコの統治に関する制度的な準備が不十分であることが挙げられた。ブルチコ市街はスルプスカ共和国による暫定的な統治下にあったが、中間裁定により新たに着任したブルチコ行政区国際監督官の監視下に置かれることになった。
1999年3月の最終裁定により同地区は、形式上は引き続き「連邦」および「共和国」に属しつつも、いずれの構成体も統治権を行使せず、中央政府の直接管理下に置くことが決定された。
2006年にはブルチコ行政区における境界線に関する法令が廃止され、ブルチコ地区における2つの構成体の諸法律および境界線が廃止された。ブルチコ行政府には独自の法が制定され、ボスニア・ヘルツェゴビナ共和国の法とともに同地区に適用されることになった。
ブルチコ行政区の自治が順調に進んでいることから、ブルチコ行政区国際監督官は2012年8月31日をもって職務を停止した。

## 基礎自治体
ブルチコ行政区の領域は、それ自体でひとつの基礎自治体となっており、下位の自治体は存在しない。
- ブルチコ

## 人口

### 1971年
1971年、同地区の人口は74,771人。
- ボシュニャク人（ムスリム人） - 30,181人（40.36%）
- クロアチア人 - 24,925人（33.33%）
- セルビア人 - 17,709人（23.68%）
- ユーゴスラビア人 - 1,086人（1.45%）
- その他 - 870人（1.18%）

### 1991年
ボスニア・ヘルツェゴビナ紛争以前の1991年、同地区の人口に87,332人であった。
- ボシュニャク人（ムスリム人）（45%）
- クロアチア人（25%）
- セルビア人（21%）
- ユーゴスラビア人（6%）
- その他（3%）

### 1997年
紛争終結後の1997年、同地区の人口は33,623人であった。
- セルビア人 - 18,193人（54.11%）
- ボシュニャク人 - 10,569人（31.43%）
- クロアチア人 - 2,650人（7.88%）

### その後の人口変化
1991年以降公的な人口調査は行われていないものの、次のような調査結果が存在する。
前市長Branko Damjanacによる値。
- セルビア人（40%）
- ボシュニャク人（39%）
- クロアチア人（20%）

ある調査によると、2006年の人口は68,863人。
- ボシュニャク人 - 32,332人（46.95%）
- セルビア人 - 28,612人（41.55%）
- クロアチア人 - 7,919人（11.50%）

別の集計によると、2006年の人口は約70,000人であるとしている。
- セルビア人（45%）
- ボシュニャク人（41%）
- クロアチア人（13%）
- その他（1%）

## 政治
ブルチコ行政区の議会は29議席からなり、その内訳は次のとおり。
政党別:
- 6 セルビア民主党
- 5 ボスニア・ヘルツェゴビナ社会民主党
- 4 民主行動党
- 3 クロアチア民主同盟
- 3 ボスニア・ヘルツェゴビナ党
- 2 独立社会民主同盟
- 2 クロアチア農民党
- 2 スルプスカ共和国社会党
- 1 民主党
- 1 無所属

民族別:
- 13 ボシュニャク人
- 11 セルビア人
- 5 クロアチア人

性別:
- 27 男性
- 2 女性

## 出身者
- レパ・ブレナ - 歌手。
- エド・マーイカ - ボスニアのラッパー。本名エディン・オスミッチ。
- エドゥヴィン・カンカ・チュディッチ -  ボスニア人権擁護者。